# Retrato de Rodolfo II en traje de Vertumno
El Retrato de Rodolfo II en traje de Vertumno (c. 1590, Skoklosters Slott, Suecia) es quizás la obra más ambiciosa de Arcimboldo, un exuberante retrato de Rodolfo II, caracterizado como el dios etrusco y romano Vertumno.
Por esta época, el pintor, ya al servicio de Maximiliano II en la corte rudolfina de Praga, continúa desarrollando su producción bajo el mecenazgo de su hijo, el emperador Rodolfo II, que en 1580 ennoblece a la familia Arcimboldo. En 1585, el artista italiano dedica a Rodolfo un álbum con ciento cuarenta y ocho dibujos para vestidos, tocados y objetos de adorno, ejemplar magnífico de su obra gráfica hoy en la Galería Uffizi de Florencia, entre los que destacan sus diseños, para ser utilizados en fiestas y representaciones escénicas de la Corte, de vestidos para las personificaciones de la Geometría, la Música, la Retórica, la Astronomía y de Cancerbero. 
En 1591 realiza el retrato del propio emperador Rodolfo II concebido como Vertumno, que representaba la abundancia de frutos de la naturaleza en las diversas estaciones del año; era este esposo de Pomona, a su vez diosa protectora de los frutos en sazón. Esta obra del Vertumno, enviada por parte de Arcimboldo desde Milán a Praga, fue acompañada de un poema celebrativo de Gregorio Comanini (1550-1608):
Mira la manzana, mira el melocotón
como se me ofrecen en ambas mejillas
redondos y llenos de vida
Fijate en mis ojos
de color cereza uno
el otro de color de mora.
No te dejes engañar, es mi cara.